# La Chanson du dimanche
Pour les articles homonymes, voir La Chanson du dimanche, la série, Castagnetti, Marchand et Clément Marchand (homonymie).
La Chanson du dimanche, parfois désigné sous le sigle LCDD, est un groupe de chansonniers français, formé en février 2007 par Clément Marchand (guitare et chant) et Alexandre « Alec » Castagnetti (synthétiseur et chant). Ce groupe s'est fait connaître en mettant en ligne sur Internet, chaque dimanche de 2007 à 2012, puis en 2020, une chanson sur l'actualité de la semaine ou du mois.

## Biographie

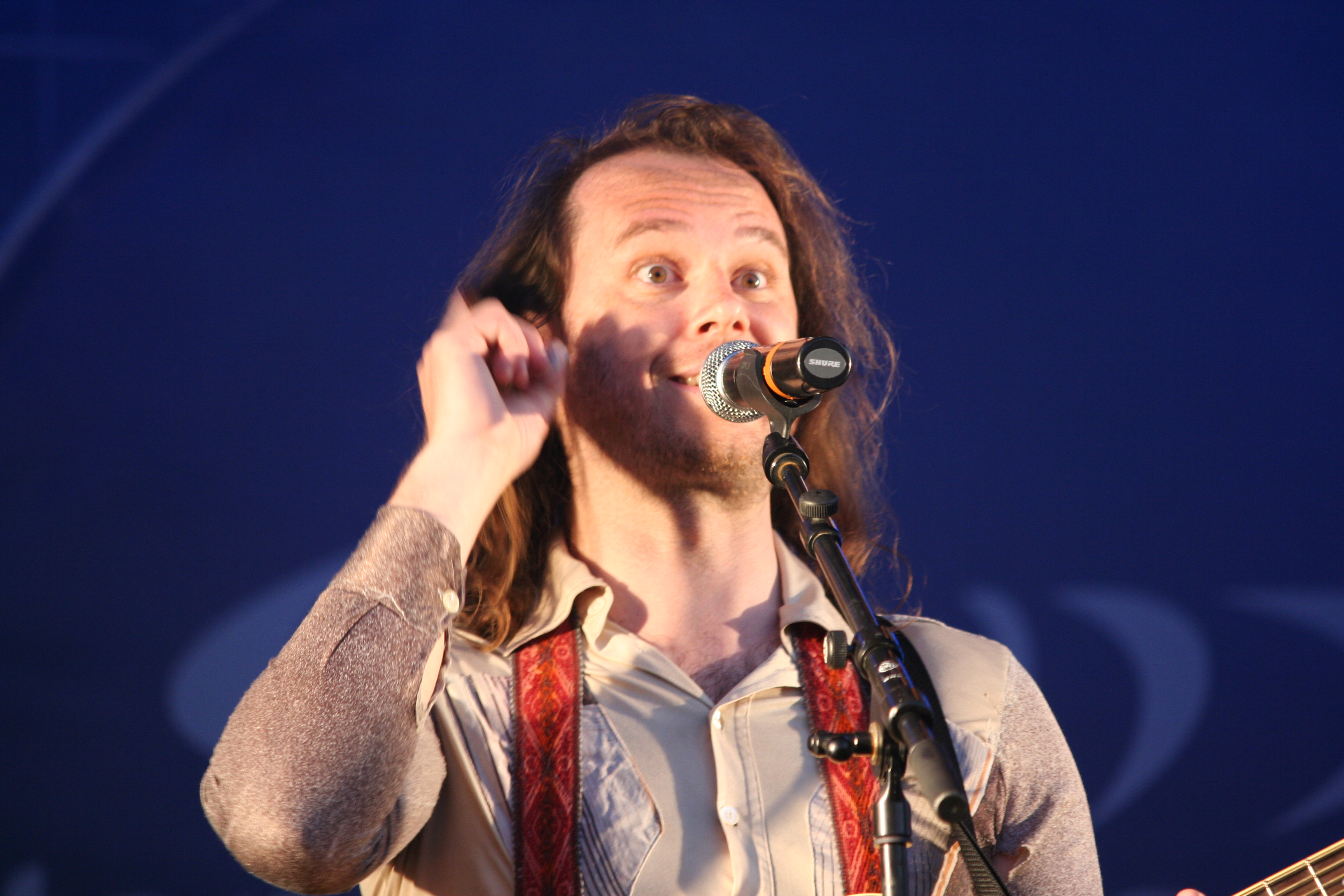
Clément Marchand lors d'un concert le 20 juin 2009 à Saint-Lô.

Au départ, pour les deux musiciens, la Chanson du dimanche était simplement « un jeu, une expérience rigolote » d'après Alec. Mais plusieurs concerts à Paris, une première partie des Fatals Picards à Nuits-Saint-Georges (Côte-d'Or) et leur tube Petit cheminot en pleine grève des transports (novembre 2007), accroissent leur notoriété.
Le groupe est popularisé par le web, notamment grâce aux sites de partage de vidéos YouTube et Dailymotion. En décembre 2007, leurs clips ont été vus près de deux millions de fois et leur podcast figure dans le top 10 français, devant ceux de TF1 et de M6,.
Le duo fait l'objet de reportages à la télévision, notamment durant le journal de 20 heures de France 2 puis celui de TF1 en décembre 2007 et dans Envoyé spécial, la suite sur France 2 en septembre 2012, au cours duquel ils indiquent mettre « leur carrière sur Internet entre parenthèses ».
Le 23 mars 2009, leur premier album Plante un arbre sort sous le label Remark Records. Réalisé par Jean Lamoot et Jean-Louis SolansIl, la plupart des chansons sont enregistrées à Bamako (Mali),. Le CD contient une graine de tournesol garantie « non génétiquement modifiée ».

## Concept
Chaque samedi, le duo enregistre et filme une nouvelle chanson en vidéo dans un lieu différent : Clément est à la guitare, à gauche de l'image, en chemise beige et bretelles rouges, Alec, au clavier, est à droite en chemise verte, veste noire, et cravate gris clair. Chaque épisode commence avec un zoom arrière sur un élément de l'arrière plan en relation avec la chanson, Clément tousse (ou rigole) et Alec salue « C'est la chanson du dimanche ! La pêche ?! », lance un fond d'accompagnement sur son synthétiseur, et la chanson commence. Ils mettent ensuite l'épisode en ligne dans la nuit du samedi au dimanche, à minuit.

### Styles musicaux et thèmes
L'inspiration du duo vient de la vie de tous les jours et depuis l'élection présidentielle française de mai 2007 (Tu votes, saison 1) de l'actualité et de la société (grèves, élections, Internet...).
Les thèmes abordés peuvent être aussi triviaux qu'un lundi en entreprise (Comme un lundi) ou les plaisirs de la vie (Bon vivant) que le traitement d'événements sociaux (Petit cheminot), économique (Super pouvoir d'achat), écologique (OGMan), people (Nicolas et Rachida) ou politique (Tu votes).
Les styles musicaux sont extrêmement variés, allant du disco au zouk-love, en passant par le folk et la chanson populaire.

## Membres
Clément Marchand (guitare et chant) et Alexandre Castagnetti, dit « Alec » (synthétiseur et chant), ont étudié la musique durant leur enfance au conservatoire de Cergy-Pontoise. Ils ont mené des études supérieures d'ingénierie en télécommunications, sont sortis diplômés de la promotion 1999 de l'École nationale supérieure des télécommunications et ont travaillé quelque temps dans des sociétés de conseil. Avant de lancer La Chanson du dimanche, ils ont fait partie de Beaubourg,, un groupe de chansons traditionnelles franco-italiennes.
Parallèlement à ces activités de musiciens, Clément Marchand enseigne les mathématiques en BTS et Alec est scénariste de cinéma. Alexandre Castagnetti a réalisé avec Corentin Julius L'Incruste, fallait pas le laisser entrer !, Clément Marchand a participé à la musique du film. Alexandre Castagnetti a ensuite co-réalisé la première saison de la série télévisée Les Invincibles, dont la musique est réalisée par le duo. Les Invincibles, diffusée en 2010 par Arte, est une adaptation de la série québécoise homonyme. Alexandre Castagnetti a ensuite poursuivi sa carrière de réalisateur, au cinéma et à la télévision.

## Saisons
Un DVD des deux premières saisons est vendu avec un CD 5 titres en juin 2008. Le DVD est de nouveau édité le 26 décembre 2008 sans le CD.

### Saison 1
La première chanson du dimanche est Bonne humeur, parue le 18 février 2007. La saison 1 s'arrête avec Piscine Love, parue le 17 juin 2007. Le mot mystère (qu'ils doivent placer dans toutes leurs chansons) de cette saison est « piscine ».[réf. souhaitée]

### Saison 2
La saison 2 démarre le 23 septembre 2007 avec Back in the Business et s'arrête le 23 décembre 2007 avec La Marulanda. Une chanson « bonus d'intersaison » Saint Valentin paraît le 3 février 2008 avec un changement d'instrumentation : Alec sur un piano droit et Clément à la guitare classique. Le mot mystère de cette saison est « vélib ».[réf. souhaitée]

### Saison 3
La saison 3 commence le 23 mars 2008, avec la chanson MMM-UI-UI-M, et se termine le 22 juin 2008 avec Aaaah Chiche. Le mot mystère de cette saison est « Carla »[réf. souhaitée]. Une vidéo de mime sur la musique de Aladdin de Walt Disney Pictures sort le 5 octobre 2008. Tournée à Avignon, une autre chanson « bonus intersaison » Petit Luc paraît le 30 novembre 2008.

### Saison 4
La saison 4 démarre le 4 janvier 2009 avec Capitaine Madoff et se termine le 5 avril 2009 avec Dans ma maison. Le mot mystère de cette saison est « Crise »[réf. souhaitée]. À l'occasion d'un concert à Carhaix en mars 2009 pour Les Vieilles Charrues remettent le son, ils enregistrent une reprise en breton de leur chanson Super pouvoir d’achat.

### Saison de l'Avent
Créée pour l'émission Louise Attaque sur France 4 à l'occasion du Printemps de Bourges, une chanson « bonus inter-saison » Matmut est mise en ligne le 8 septembre 2009. Le duo participe à l'émission de télévision hebdomadaire 7 à voir sur France 3. Le 18 octobre 2009, un autre « bonus inter-saison » Dur dur d'être bien né est mis en ligne. La saison de l'Avent démarre le 8 novembre 2009, avec la chanson Être Français et prend fin le 20 décembre 2009 avec la chanson 2010 Hors service.

### Coupe du monde de football de 2010
En juin 2010, trois chansons réalisées à l'occasion de la coupe du monde de football 2010 sont diffusées sur les pages sportives du site Web du quotidien Le Monde. À partir de septembre 2010, le groupe apparaît le dimanche sur Canal+ dans l'émission Tout le monde il est beau présentée par Bruce Toussaint.

### Mini-saison non numérotée
Une nouvelle mini-saison de cinq épisodes démarre le 16 janvier 2011 avec Jeunesse pour s'achever le 13 février 2011 avec Il y a de l'écho.

### Saison 5
En 2012, à l’occasion de l'élection présidentielle, le groupe entame une nouvelle saison, couplée avec des rendez-vous « Musique et Débat » le samedi, et une tournée en France. La saison commence le 18 février 2012 avec France forte, allusion au nouveau slogan du candidat Nicolas Sarkozy. À partir du mois de mars, le duo interprète tous les lundis soirs sa chanson mise en ligne la veille dans l'émission Des clics et des claques sur Europe 1.

### Confinement de 2020
Le duo revient en mars 2020 pour une série de vidéos en duplex à la suite des mesures de confinement liées à la pandémie de Covid-19,. Il s'agit de reprises de leurs anciennes chansons dont les paroles ont été adaptées à l'actualité.

### Été 2024
Le 23 juin 2024, le duo poste une chanson intitulée Baba Bibi Bobo consacrée aux élections législative de 2024, où ils expriment leur soutien au Nouveau Front populaire en attaquant notamment le positionnement de Jordan Bardella et l'influence médiatique de Vincent Bolloré.

## Discographie

### Tournée

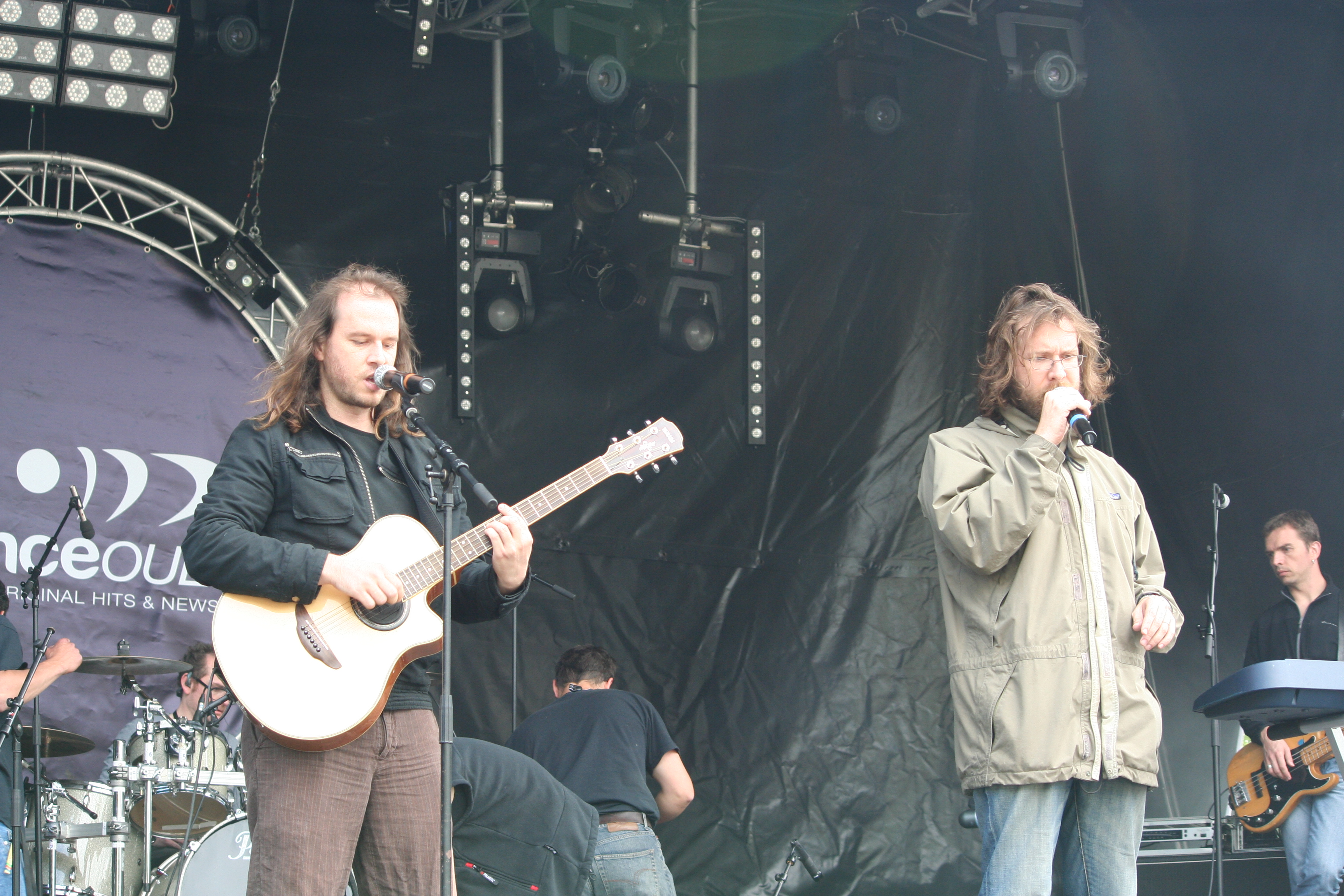
La Chanson du dimanche pendant les balances d'un concert à Saint-Lô le 20 juin 2009.

Au printemps 2009, après plus de six ans d'expérience de concerts durant leur participation au groupe Beaubourg, Alexandre Castagnetti et Clément Marchand entament leur première grande tournée en France.

## Filmographie

### Cinéma
En 2010, dans le long métrage Tout ce qui brille de Géraldine Nakache et Hervé Mimran, ils jouent les musiciens de la soirée hard-discount.
Alexandre Castagnetti reprend son métier de réalisateur et de scénariste en 2013 avec Amour et Turbulences, où il met en scène l'histoire de deux ex qui se retrouvent fortuitement assis à côté dans un avion : si Julie (interprétée par Ludivine Sagnier) fait tout pour éviter Antoine (Nicolas Bedos), ce dernier espère bien profiter des 7 heures de vol pour reconquérir son cœur. Le film sort en salles en avril 2013. En 2015 il réalise Tamara, l'adaptation de la bande dessinée homonyme, avec Sylvie Testud, Bruno Salomone, Lou Gala, Rayane Bensetti et Héloïse Martin.
- 2004 : L'Incruste, fallait pas le laisser entrer ! - réalisé avec Corentin Julius
- 2013 : Amour et Turbulences
- 2014 : Le Grimoire d'Arkandias - réalisé avec Julien Simonet
- 2016 : Tamara
- 2017 : La Colle
- 2018 : Tamara Vol.2
- 2022 : L'école est à nous

### Télévision
- 2010-2011 : Les Invincibles
- 2019 : Itinéraire d'une maman braqueuse
- 2021 : Mixte (série télévisée) 4 épisodes
- 2024 : Inès et Yvan

### Série
Fin mars 2011, une série d'épisodes de 24 minutes dérivée du phénomène internet est lancée sur la chaîne Comédie ! en première partie de soirée. Victoria Abril, Mathieu Amalric, Grégory Fitoussi, Philippe Manœuvre, François Rollin et Julie Zenatti y font une apparition.